# Leucospermum erubescens
Leucospermum erubescens es una especie de arbusto   perteneciente a la familia  Proteaceae. Es originaria de Sudáfrica.

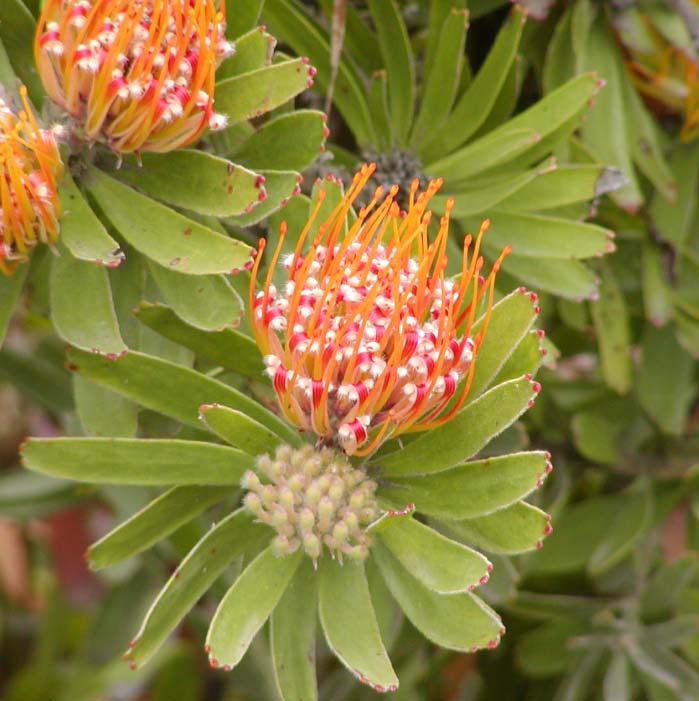
Detalle de hojas y flores

## Descripción
Leucospermum erubescens es un pequeño arbusto erecto, que alcanza un tamaño de 1-2 m de altura, con un solo tronco principal. Las hojas son lampiñas, de 7-9 mm de largo y estrecho, 1-2 mm de ancho, con lados casi paralelos. Terminan absolutamente en ángulo recto, como si fueran cortadas, con 3 dientes apicales, a pesar de que a veces se redondean y pueda tener un máximo de 7 dientes apicales. Las flores son de color naranja brillante o de color rojo, de gran tamaño (50-65 mm de ancho), en parejas o tríos o en grupos de 4-8 en las puntas de las ramas. Cada flor individual comienza de color amarillo, cuando se abre el tubo del perianto se curva hacia atrás para revelar un brillante color carmesí y la superficie interior, y con la edad se oscurece a rojo anaranjado. La época de floración es a finales del invierno, la primavera y el verano (agosto a enero). 

## Ecología
Leucospermum erubescens es rara, lo que significa que tiene una población pequeña y, naturalmente, se produce en un área pequeña. Es endémica de la Langeberg, lo que significa que en la naturaleza sólo se produce allí, y es un especialista del hábitat, lo que significa que se produce en una combinación muy específica de las condiciones climáticas. No se ve amenazada en la actualidad, pero las plantas raras están siempre en riesgo de eventos súbitos o inesperados que podrían afectar a toda la población. Especialistas de hábitat están en alerta, por si su hábitat está dañado o cambiado, a menudo son menos capaces de adaptarse a los cambios, si sus necesidades  no se cumplen.

## Distribución y hábitat
Leucospermum erubescens crece en las cálidas y secas laderas orientadas al norte, colinas rocosas y pisos de grava en un rango muy limitado, a partir de Muiskraal Brandrivier en el Langeberg con una población aislada en Warmbad en el Warmwaterberg. Se produce sólo en la piedra arenisca del fynbos en Langeberg. Se encuentra en las poblaciones dispersas que ocurren de forma esporádica en una zona estrecha, entre 450 y 670 m. Esta región sufre de una lluvia de invierno baja, con un promedio de sólo 250 mm al año.

## Taxonomía
Leucospermum erubescens fue descrita por  Rourke y publicado en Journal of South African Botany Suppl. 8: 58. 1972.
Etimología
El género Leucospermum deriva de las palabras griegas leukos que significa blanco, y de spermum =  semilla, en referencia a las semillas blancas o de color claro de muchas especies. 
El epíteto erubescens  significa llegar a ser rojo, o enrojecimiento, del latín erubescens, enrojecer o rubor.